# Pakettullhuset, Stockholm

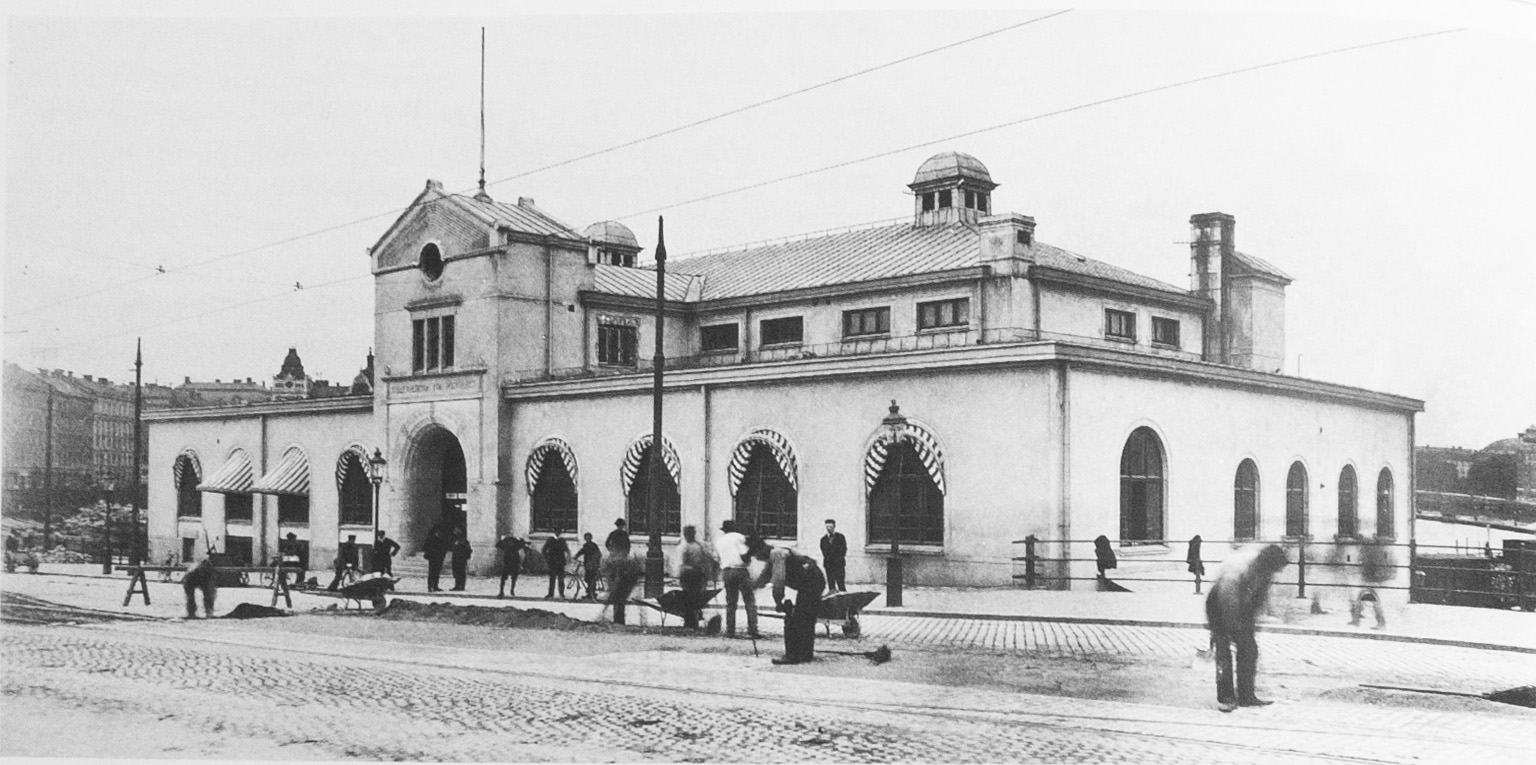
Pakettullhuset

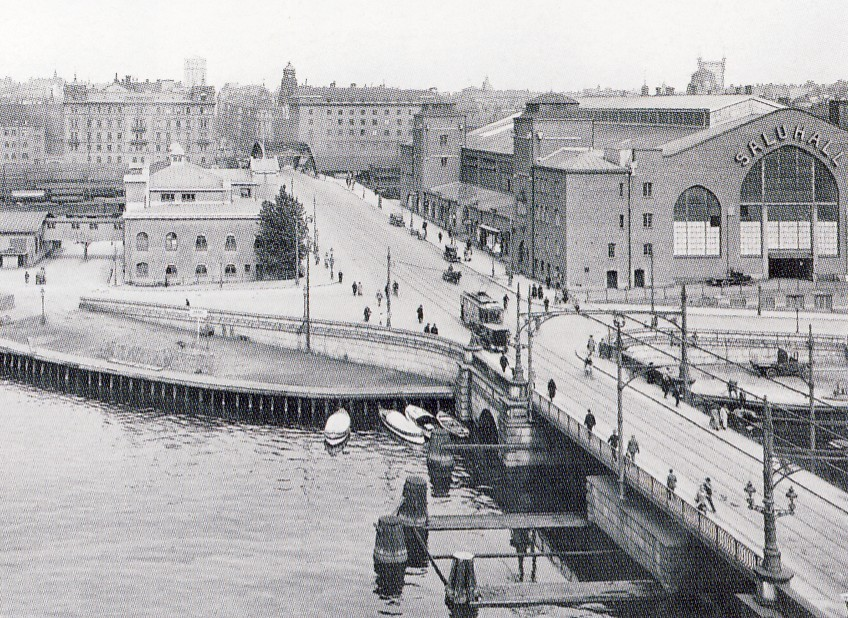
Tullhuset t.v. och Centralsaluhallen t.h.

Pakettullhuset var en tullbyggnad för postförsändelser på Kungsgatan vid Kungsbron i Stockholm. Det restes 1908 enligt arkitekten Ferdinand Bobergs ritningar.

## Historik
År 1877 hade en särskild posttullavdelning inrättats i Stockholms centralstation på Vasagatan för att hantera utrikes försändelser för posttrafiken. Den växande mängden försändelser gjorde dock att lokalen snart fanns för liten. År 1899 flyttade man tvärs över gatan i en flygel till Hotel Continental. Inte heller dessa lokaler räckte särskilt länge för att möta de stadigt stigande mängderna. 1904 genomfördes därför en uppdelning där all post som befordrades över Sassnitz fortsatt behandlades från Continental medan övrig postförtullning sköttes från Centralpostkontoret vid Rödbodtorget. 
År 1908 bekostade staden uppförandet av ett nytt pakettullhus vid Kungsbron för att åter samla posttullen på ett ställe. Ett ritningsutkast hade tagits fram av arkitekten Georg Ringström vid  Stockholms stads byggnadskontor vilket sedan bearbetats av chefen för husbyggnadsavdelningen Ferdinand Boberg. Byggnaden bestod av en övervåning i jämnhöjd med Kungsbron för Tullbehandling samt en undervåning för magasinering av ej tullbehandlade paket. I vindsvåningen fanns lokaler för Postverkets expediering av utlandspaket.
Lokalbristen gjorde sig dock snart påmind även i det nya huset. Stockholms stad och Generaltullstyrelsen förde under 30 år i flera omgångar förhandlingar om den segslitna tullhusbyggnadsfrågan. Samtidigt använde man diverse provisoriska extralösningar. Först 1952 kunde man lämna pakettullhuset och flytta in i nya lokaler vid Klarabergsviadukten. Där stannade till 1983 då Tomteboda postterminal stod färdig, men då var det gamla tullhuset vid Kungsbron redan rivet.